# Guy III. od Saint-Pola
Guy III. od Châtillona (? – 12. 3. 1289.) bio je grof Saint-Pola. To je postao 1249. god., a bio je sin Huga I. od Châtillona i Marije od Avesnesa. Bio je i gospodar Ancrea i Aubigny-en-Artoisa.
1254. je u Napulju Guy oženio Matildu Brabantsku. Ovo su njihova djeca:  
- Hugo II. od Châtillona
- Guy IV. od Saint-Pola
- Ivan od Châtillona
- Beatrica, žena grofa Ivana I. od Eua
- Ivana, žena Vilima III. od Chauvignyja